# Сен, Сурья
Сурья Сен (бенг. সূর্য সেন) (22 марта 1894 — 8 января 1934) — революционер, активист индийского национально-освободительного движения.

## Биография
Сурья Сен родился в Читтагонге в 1894 году. В 1916 году, получая образование в колледже в городе Бахарампур, включился в деятельность индийского сопротивления против британского колониального господства. В 1918 году вернулся в Читтагонг и стал лидером филиала партии Индийский национальный конгресс. 
К 1923 году Сурья создал ряд ячеек террористической организации Джугантар в различных частях области Читтагонг. Самым крупным успехом Сурьи стал захват Читтагонгского оружейного склада (Chittagong armoury raid) 18 апреля 1930 года. После этого он пошёл на открытое столкновение с британскими войсками, но после сражения 22 апреля 1930 года революционеры были разбиты, и Сурья Сен был вынужден бежать.
После этих событий Сурья Сен был объявлен в розыск и вынужден был скрываться. 13 июня 1932 года полиция и военные под командованием британского капитана Кэмерона нашли его и окружили дом, в котором он находился. Тем не менее, Сурье Сену с товарищами, Притилатой Ваддедар и Калпаной Даттой, удалось выбраться из окружения.
17 февраля 1933 года сельский житель по имени Нетра Сен выдал британцам укрытие Сурьи Сена, где он и был захвачен. В августе 1933 года Сурью приговорили к смертной казни через повешение, а 8 января 1934 года приговор был приведён в исполнение. Нетра Сен был убит ополчением 8 января 1934 года.